# Polski Kontyngent Wojskowy w Syrii
Polski Kontyngent Wojskowy w Syrii (PKW UNDOF, PKW Syria, ang. Polish Contingent, POLCON) – wydzielony komponent Sił Zbrojnych RP, przeznaczony początkowo do zabezpieczenia logistycznego, a od 1993 do rozdzielenia wojsk izraelsko-syryjskich na Wzgórzach Golan. Działał od 1974 (do 1979 jako część polskiego kontyngentu w Egipcie) do 2009, przez co był najdłużej istniejącym polskim kontyngentem wojskowym. Jednostka Wojskowa 5577.
PKW Syria na przestrzeni lat nosił następujące oficjalne nazwy:
- 1974-1979: Wydzielona Grupa Polskiej Wojskowej Jednostki Specjalnej Doraźnych Sił Zbrojnych Organizacji Narodów Zjednoczonych na Bliskim Wschodzie (WG PWJS),
- 1979-1999: Polski Kontyngent Wojskowy w Siłach Zbrojnych Organizacji Narodów Zjednoczonych,
- 1999-2009: Polski Kontyngent Wojskowy w Siłach Rozdzielająco-Obserwacyjnych Organizacji Narodów Zjednoczonych w Syryjskiej Republice Arabskiej.

## Historia
31 maja 1974 został podpisany rozejm izraelsko-syryjski, kończący wojnę między tymi krajami. Jednym z jego postanowień było ustanowienie Sił ONZ Nadzoru Rozdzielenia Wojsk (UNDOF), stacjonujących w strefie buforowej między wrogimi wojskami. Wydzielone zostały z Drugich Doraźnych Sił Zbrojnych ONZ (UNEF II), a w ich skład weszły dwa bataliony piechoty (austriacki i peruwiański) oraz wspierające je kompanie logistyczne (kanadyjska i polska).

### POLLOG
POLLOG (polska kompania logistyczna), czyli Wydzielona Grupa Polskiej Wojskowej Jednostki Specjalnej, na Wzgórza Golan wjechała 5 czerwca, po jednodniowym przejeździe przez Półwysep Synaj i Izrael (3 czerwca nastąpił przerzut lotniczy niewielkiej grupy awangardowej). Został on rozlokowany w obozie Kanaker, dzieląc go z Austriakami. W tym samym roku POLLOG i AUSBATT przeniesiono do Camp Faouar.
Do zadań WG PWJS należały:
- przystosowanie obozu,
- rozminowywanie terenu,
- transport ludzi, materiałów budowlanych, sprzętu i żywności do obozu oraz na pozycje austriackie[2].

Działania te odbywały się w trudnej sytuacji. Baza nie była przygotowana, ciężkie warunki górskie utrudniały prace kompanii transportowej, wyposażonej w nieprzystosowane Stary 660 i Nysy (priorytetowa rola PWJS UNEF oraz późniejszy kryzys gospodarczy w Polsce spowodowały, że park samochodowy był powoli wymieniany, uzupełniany i urozmaicany, głównie w samochody produkcji zagranicznej). Jednak według opinii przełożonych kompania bardzo dobrze spełniała postawione jej zadania, mimo iż pomoc krajowa ograniczała się do wydzielenia w 1975 z kontyngentu w Egipcie patrolu rozminowania.
Duże zmiany nastąpiły w 1979, kiedy to skończył się mandat UNEF II i PWJS wycofywała się do kraju. Oznaczało to usamodzielnienie się Wydzielonej Grupy, którą wzmocniono 60 żołnierzami oraz przekształcono w Polski Kontyngent Wojskowy w Syrii. Jego zadania pozostały niezmienione.
Na początku lat 90., w związku z trudną sytuacją ekonomiczną ONZ (wynikającą z powoływaniem nowych misji), Rada Bezpieczeństwa ONZ postanowiła o restrukturyzacji UNDOF. Przeprowadzić ją miał nowy Force Commander – gen. dyw. Roman Misztal. W 1992 POLLOG zmniejszył się do ok. 130 osób, zaś FINBATT rozpoczął wycofywanie się (rząd fiński argumentował to problemami gospodarczymi) i postanowiono, że jego miejsce zajmie POLBATT.

### POLBATT
Grupa przygotowawcza batalionu przybyła 1 listopada i rozpoczęła zapoznawanie się z rejonem odpowiedzialności i zadaniami, 1 i 8 grudnia przetransportowano zasadniczą część kontyngentu. Był to drugi w historii polski batalion operacyjny w misji pokojowej (pierwszy był w kontyngencie w Chorwacji), sformowany przez Krakowski Okręg Wojskowy.
8 grudnia 1993 POLBATT oficjalnie przejął obowiązki FINBATT-u (na którym polskie dowództwo wzorowało strukturę batalionu, lecz ostatecznie okazała się ona niekorzystna i ją zmieniono), obejmujące:
- ochronę cywilów i pracowników ONZ,
- patrolowanie wyznaczonej strefy buforowej,
- rozdzielanie wojsk izraelskich i syryjskich,
- utrzymywanie posterunków[7].

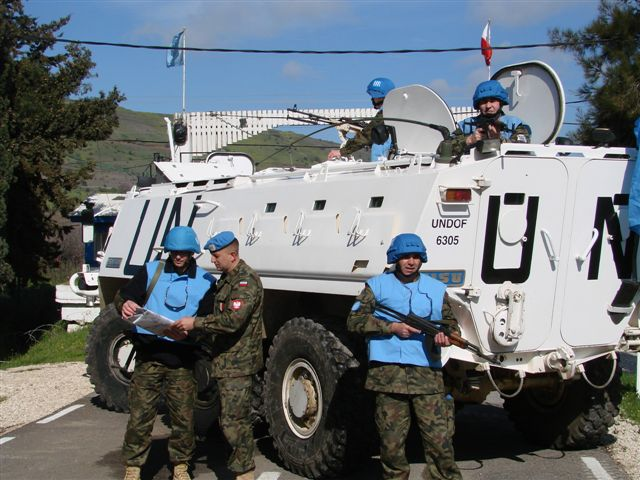
Żołnierze POLBATT na patrolu

Dowództwo batalionu z kompanią zabezpieczenia stacjonowało w Camp Ziouani (razem z Kwaterą Główną UNDOF oraz plutonem policji wojskowej). Obie kompanie manewrowe (2/3 PKW) obsadzały południowy rejon odpowiedzialności sił ONZ, obejmujący ok. 30 posterunków i punktów obserwacyjnych. Podobnie jak POLLOG, POLBATT był oceniany bardzo pozytywnie, a na kontrolowanym terenie nie dochodziło do naruszeń warunków rozejmu. Ponadto działalność na Wzgórzach Golan w ramach sił wielonarodowych pozwoliła polskim żołnierzom na zapoznanie się z procedurami, co okazało się bardzo przydatne w późniejszych kontyngentach i przy akcesji do NATO.
W związku z ogólnym wycofywaniem kontyngentów z misji oenzetowskich, PKW Syria 22 października 2009 przekazał obowiązki kontyngentowi filipińskiemu i 18 listopada, po 35 latach funkcjonowania został wycofany do kraju (w Syrii pozostało jedynie dwóch oficerów Marynarki Wojennej, pełniących służbę w HQ UNDOF, zakończoną 9 kwietnia 2010).
W trakcie misji UNDOF zginęło 9 polskich żołnierzy.
Tradycje Polskiego Kontyngentu Wojskowego w UNDOF kontynuował Ośrodek Szkolenia na potrzeby Sił Pokojowych, od 2004 Centrum Szkolenia na Potrzeby Sił Pokojowych

## Struktura organizacyjna

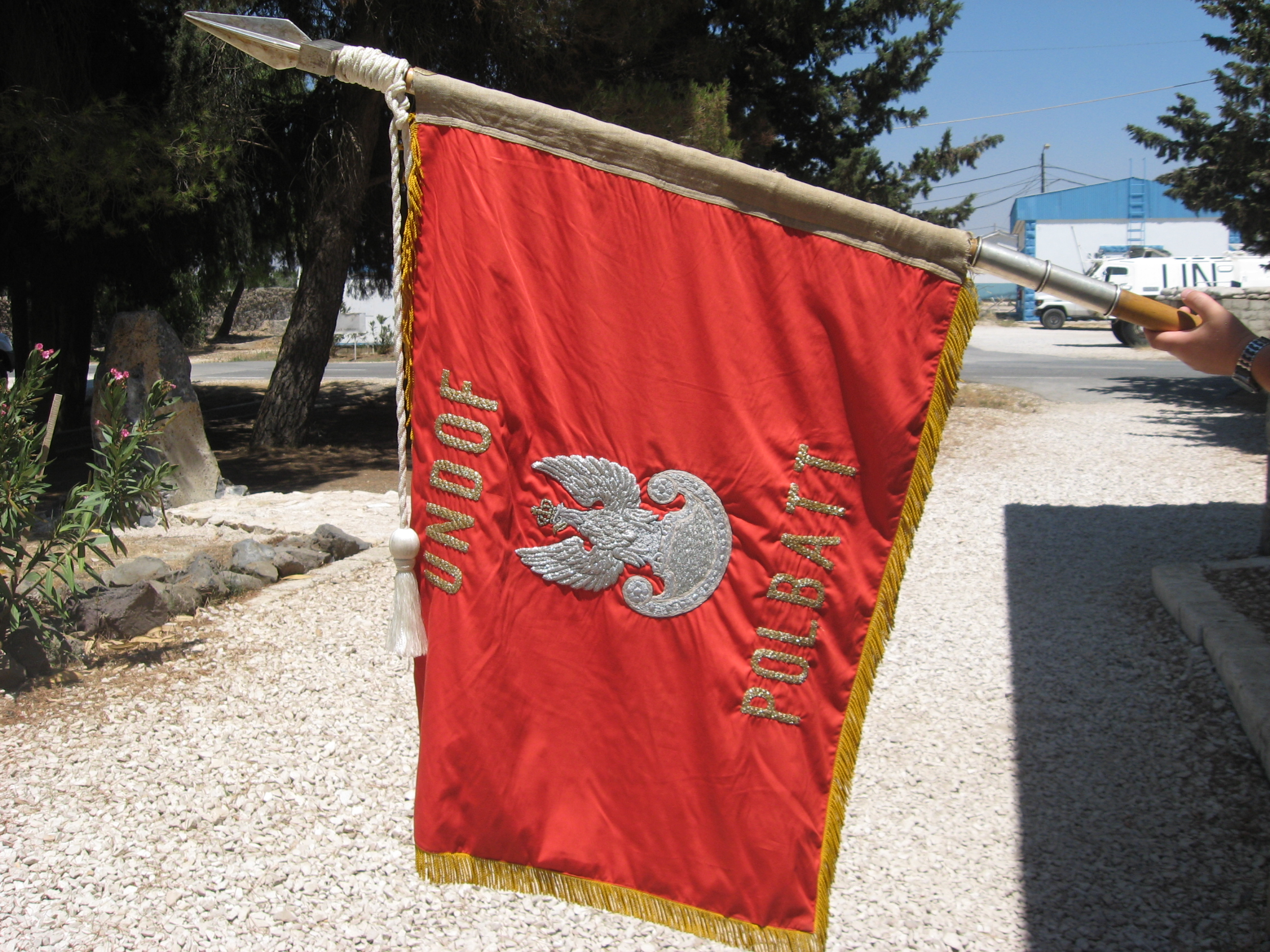
Sztandar POLBATT – PKW Syria

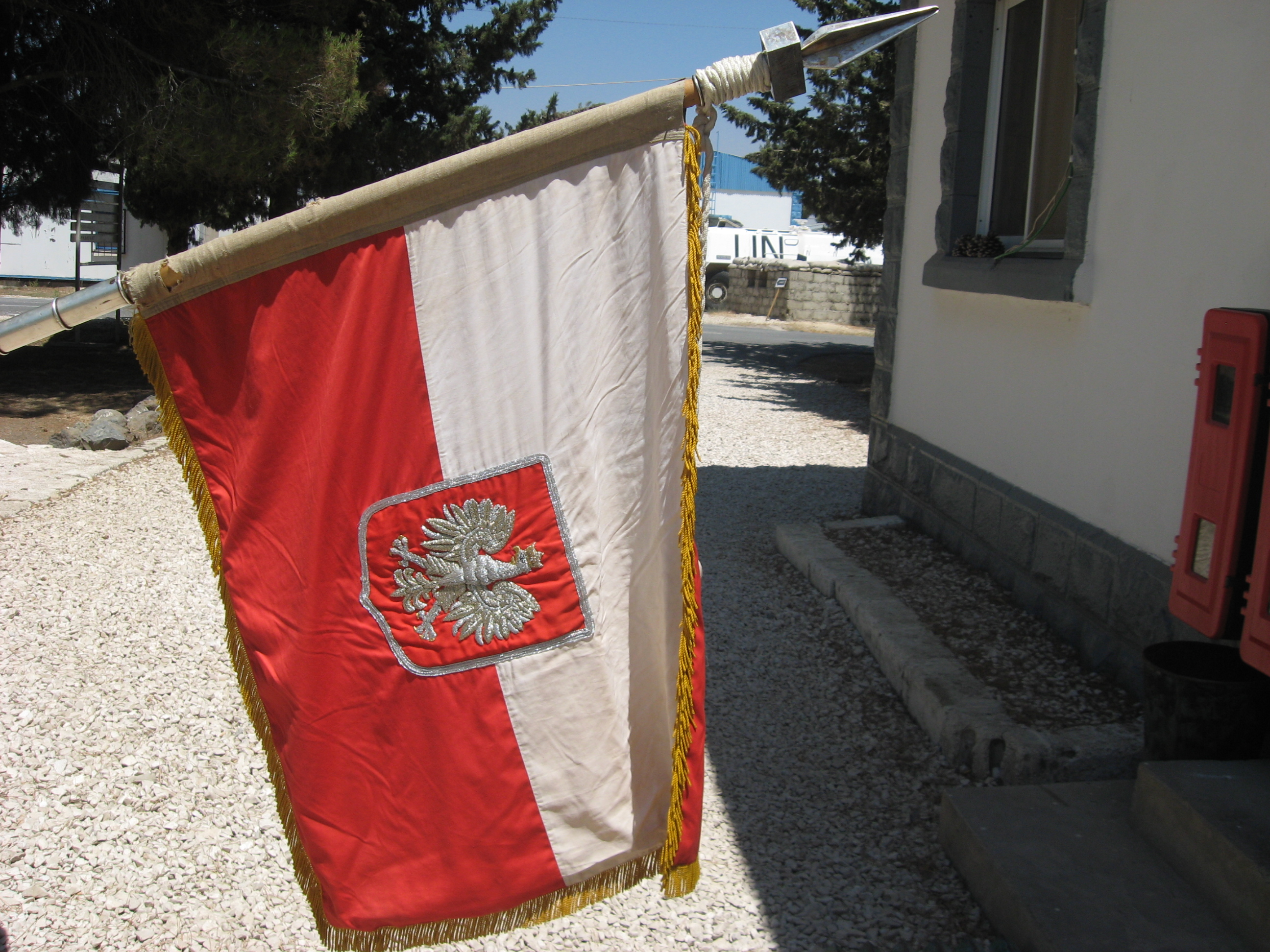
Sztandar POLBATT – PKW Syria

Struktura organizacyjna I-XI zmiany Wydzielonej Grupy Polskiej Wojskowej Jednostki Specjalnej w UNDOF:
- Dowództwo WG PWJS – POLLOG (polska kompania logistyczna)
  - pluton saperów
  - pluton transportowy
  - drużyna gospodarcza
  - drużyna remontowa
  - drużyna Wojskowej Służby Wewnętrznej

Czas trwania, dowódcy oraz liczebność poszczególnych zmian:
| Zmiana | Początek | Koniec  | Dowódca                       | Liczebność |
| ------ | -------- | ------- | ----------------------------- | ---------- |
| I      | 06.1974  | 12.1974 | mjr Eugeniusz Nowak           | ok. 90     |
| II     | 12.1974  | 06.1975 | ppłk Edward Piorun            | ok. 90     |
| III    | 06.1975  | 12.1975 | mjr Stanisław Kaczmar         | ok. 90     |
| IV     | 12.1975  | 06.1976 | mjr Ryszard Romańczuk         | ok. 90     |
| V      | 06.1976  | 12.1976 | ppłk Eugeniusz Rutkowski      | ok. 90     |
| VI     | 12.1976  | 06.1977 | ppłk Jan Próchniewski         | ok. 90     |
| VII    | 06.1977  | 12.1977 | ppłk Jerzy Bielecki           | ok. 90     |
| VIII   | 12.1977  | 06.1978 | kmdr por. Piotr Kołodziejczyk | ok. 90     |
| IX     | 06.1978  | 12.1978 | ppłk Stanisław Kaczmar        | ok. 90     |
| X      | 12.1978  | 06.1979 | ppłk Józef Wiesiołek          | ok. 90     |
| XI     | 06.1979  | 12.1979 | ppłk Bogdan Niemczynowski     | ok. 90     |

Struktura organizacyjna XII-XXXVI zmiany PKW UNDOF:
- Dowództwo PKW – POLLOG (polska kompania logistyczna)
  - pluton budowlany
  - pluton saperów
  - pluton transportowy
  - pluton zabezpieczenia
  - laboratorium medyczne

Czas trwania, dowódcy oraz liczebność poszczególnych zmian:
| Zmiana | Początek | Koniec  | Dowódca                   | Liczebność  |
| ------ | -------- | ------- | ------------------------- | ----------- |
| XII    | 12.1979  | 06.1980 | ppłk Czesław Laszczkowski | ok. 130-150 |
| XIII   | 06.1980  | 12.1980 | ppłk Józef Chmiel         | ok. 130-150 |
| XIV    | 12.1980  | 06.1981 | ppłk Tomasz Połujan       | ok. 130-150 |
| XV     | 06.1981  | 12.1981 | ppłk Stanisław Balawender | ok. 130-150 |
| XVI    | 12.1981  | 06.1982 | ppłk Andrzej Prus         | ok. 130-150 |
| XVII   | 06.1982  | 12.1982 | ppłk Mikołaj Rokosz       | ok. 130-150 |
| XVIII  | 12.1982  | 06.1983 | ppłk Ludomir Schab        | ok. 130-150 |
| XIX    | 06.1983  | 12.1983 | ppłk Edward Gwóźdź        | ok. 130-150 |
| XX     | 12.1983  | 06.1984 | płk Leon Załuska          | ok. 130-150 |
| XXI    | 06.1984  | 12.1984 | płk Leon Załuska          | ok. 130-150 |
| XXII   | 12.1984  | 06.1985 | ppłk Zbigniew Urbaniak    | ok. 130-150 |
| XXIII  | 06.1985  | 12.1985 | ppłk Zbigniew Łubiński    | ok. 130-150 |
| XXIV   | 12.1985  | 06.1986 | ppłk Wiesław Pietrzak     | ok. 130-150 |
| XXV    | 06.1986  | 12.1986 | ppłk Ryszard Pawłowski    | ok. 130-150 |
| XXVI   | 12.1986  | 06.1987 | ppłk Roman Gralewski      | ok. 130-150 |
| XXVII  | 06.1987  | 12.1987 | ppłk Andrzej Kobielski    | ok. 130-150 |
| XXVIII | 12.1987  | 06.1988 | ppłk Piotr Lemanowicz     | ok. 130-150 |
| XXIX   | 06.1988  | 12.1988 | ppłk Wincenty Cybulski    | ok. 130-150 |
| XXX    | 12.1988  | 06.1989 | ppłk Fryderyk Czekaj      | ok. 130-150 |
| XXXI   | 06.1989  | 02.1990 | ppłk Jerzy Kubisz         | ok. 130-150 |
| XXXII  | 02.1990  | 06.1991 | ppłk Jan Oleksa           | ok. 130-150 |
| XXXIII | 06.1991  | 02.1992 | ppłk Krzysztof Bergier    | ok. 130-150 |
| XXXIV  | 02.1992  | 10.1992 | ppłk Mieczysław Bieniek   | ok. 130-150 |
| XXXV   | 10.1992  | 06.1993 | ppłk Andrzej Kobielski    | ok. 130-150 |
| XXXVI  | 06.1993  | 12.1993 | ppłk Maciej Petrykat      | ok. 130-150 |

Struktura organizacyjna I-XXXI zmiany PKW UNDOF:
- Dowództwo PKW – POLBATT (polski batalion operacyjny)
  - 1 kompania piechoty Falcon
    - 1 pluton piechoty
    - 2 pluton piechoty
    - 3 pluton piechoty
    - 4 pluton piechoty
    - pluton dowodzenia i zabezpieczenia

  - 2 kompania piechoty Scorpion
    - 1 pluton piechoty
    - 2 pluton piechoty
    - 3 pluton piechoty
    - pluton dowodzenia i zabezpieczenia

  - kompania zabezpieczenia SVC
    - pluton łączności
    - pluton medyczny
    - pluton logistyczny
    - drużyna dowodzenia

  - pluton dowodzenia
  - personel w HQ UNDOF i MP

Czas trwania, dowódcy oraz liczebność poszczególnych zmian:
| Zmiana | Początek | Koniec  | Dowódca                     | Liczebność |
| ------ | -------- | ------- | --------------------------- | ---------- |
| I      | 12.1993  | 09.1994 | ppłk Jerzy Kwaśnik          | ok. 360    |
| II     | 09.1994  | 12.1994 | ppłk Włodzimierz Potasiński | ok. 360    |
| III    | 12.1994  | 06.1995 | ppłk Edward Gruszka         | ok. 360    |
| IV     | 06.1995  | 03.1996 | ppłk Edward Gruszka         | ok. 360    |
| V      | 03.1996  | 09.1996 | ppłk Bronisław Kwiatkowski  | ok. 360    |
| VI     | 09.1996  | 03.1997 | ppłk Kazimierz Wójcik       | ok. 360    |
| VII    | 03.1997  | 09.1997 | ppłk Kazimierz Wójcik       | ok. 360    |
| VIII   | 09.1997  | 03.1998 | ppłk Tadeusz Sapierzyński   | ok. 360    |
| IX     | 03.1998  | 09.1998 | ppłk Marian Miszczyszyn     | ok. 360    |
| X      | 09.1998  | 03.1999 | ppłk Wojciech Szmajda       | ok. 360    |
| XI     | 03.1999  | 09.1999 | ppłk Zbigniew Wójt          | ok. 360    |
| XII    | 09.1999  | 03.2000 | ppłk Wojciech Aksamit       | ok. 360    |
| XIII   | 03.2000  | 09.2000 | ppłk Jerzy Różak            | ok. 360    |
| XIV    | 09.2000  | 03.2001 | ppłk Grzegorz Koń           | ok. 360    |
| XV     | 03.2001  | 09.2001 | ppłk Jerzy Kubrak           | ok. 360    |
| XVI    | 09.2001  | 03.2002 | ppłk Janusz Bronowicz       | ok. 360    |
| XVII   | 03.2002  | 10.2002 | ppłk Janusz Bronowicz       | ok. 360    |
| XVIII  | 10.2002  | 03.2003 | ppłk Ryszard Łozecki        | ok. 360    |
| XIX    | 03.2003  | 10.2003 | ppłk Ryszard Łozecki        | ok. 360    |
| XX     | 10.2003  | 03.2004 | ppłk Wiesław Orkisz         | ok. 360    |
| XXI    | 03.2004  | 10.2004 | ppłk Wiesław Orkisz         | ok. 360    |
| XXII   | 10.2004  | 03.2005 | ppłk Rajmund Andrzejczak    | ok. 360    |
| XXIII  | 03.2005  | 10.2005 | ppłk Rajmund Andrzejczak    | ok. 360    |
| XXIV   | 10.2005  | 03.2006 | ppłk Zbigniew Paduch        | ok. 360    |
| XXV    | 03.2006  | 09.2006 | ppłk Zbigniew Paduch        | ok. 360    |
| XXVI   | 09.2006  | 03.2007 | ppłk Tomasz Gral            | ok. 360    |
| XXVII  | 03.2007  | 09.2007 | ppłk Jarosław Gromadziński  | ok. 360    |
| XXVIII | 09.2007  | 03.2008 | ppłk Jerzy Sulima           | ok. 360    |
| XXIX   | 03.2008  | 09.2008 | ppłk Krzysztof Malankiewicz | ok. 360    |
| XXX    | 09.2008  | 03.2009 | ppłk Dariusz Adamczyk       | ok. 360    |
| XXXI   | 03.2009  | 11.2009 | ppłk Mariusz Jurek          | ok. 360    |

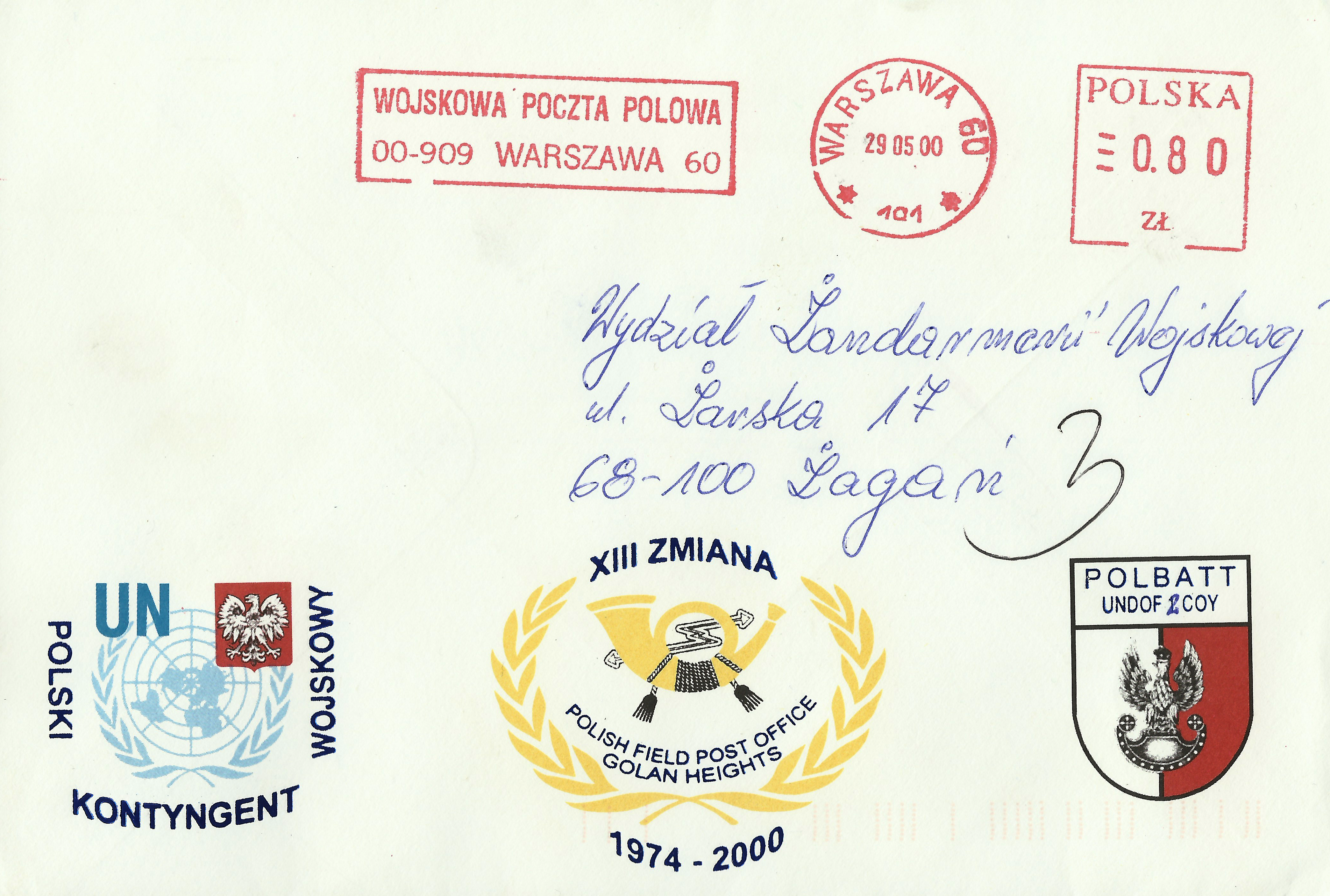
Koperta Wojskowej Poczty Polowej

Baretka Medalu w Służbie Pokoju UNDOF

POLCON w strukturze UNDOF na przestrzeni lat:
| Jednostka                  | Państwo         | Kontyngent    | Okres               |
| -------------------------- | --------------- | ------------- | ------------------- |
| Batalion Operacyjny        | Austria         | AUSBATT       | 1974-2013           |
| Batalion Operacyjny        | Fidżi           | FIJIBATT      | od 2013             |
| Batalion Operacyjny        | Peru            | PERBATT       | 1974-1975           |
| Batalion Operacyjny        | Iran            | IRANBATT      | 1975-1979           |
| Batalion Operacyjny        | Finlandia       | FINBATT       | 1979-1993           |
| Batalion Operacyjny        | Polska          | POLBATT       | 1993-2009           |
| Batalion Operacyjny        | Filipiny        | PHILBATT      | 2009-2014           |
| zabezpieczenie logistyczne | Polska · Kanada | POLLOG CANLOG | 1974-1993 1974-1996 |
| zabezpieczenie logistyczne | Kanada          | LOGBATT       | 1996-2006           |
| zabezpieczenie logistyczne | Indie           | LOGBATT       | od 2006             |

Ponadto dwóch Polaków piastowało funkcję dowódcy (Force Commander) UNDOF. Byli to:
- 1991-1994 – gen. dyw. Roman Misztal
- 2003-2004 – gen. dyw. Franciszek Gągor

Trzech było szefami sztabu (Chief of Staff) UNDOF:
- 1994-1995 – gen. bryg. Jan Kempara
- 1998-2001 – płk Józef Kowalczyk
- 2006-2008 – płk Andrzej Ostrowski

## Kontyngent w kulturze masowej
Główny bohater filmu Sara z 1997 w reżyserii Macieja Ślesickiego, Leon (grany przez Bogusława Lindę), służył w siłach ONZ na Wzgórzach Golan.